# دون موريسون (لاعب كرة قدم أمريكية)
دون موريسون (بالإنجليزية: Don Morrison)‏ هو لاعب كرة قدم أمريكية أمريكي، ولد في 16 ديسمبر 1949 في فورت وورث في الولايات المتحدة.

## وصلات خارجية
- دون موريسون على موقع مرجع كرة القدم المحترفة.كوم (الإنجليزية)